# 小久江次郎
小久江 次郎（おぐえ じろう、1947年12月25日 - ）は日本のフランス料理人。
フランスの三ツ星レストラン「アラン・シャペル」のアラン・シャペルに師事し、日本店の開業に合わせて、神戸ポートピアホテル最上階のレストラン「アラン・シャペル」の料理長として20数年に渡って勤務。2011年、ラ ジュネス代官山の開業に合わせて総料理長として着任し、現在に至る。
日本で唯一のアラン・シャペルの味を再現できる料理人である。料理界では数々の受賞歴を持ち、テレビでは『料理の鉄人』や『グルメチキンレース・ゴチになります!』、『ヒルナンデス!』といった番組にも多数出演。
18歳で料理の世界に飛び込み、料理人人生50周年と現在も現役の料理人である。

## 略歴
- 1947年12月25日、静岡県袋井市生まれ
- 1965年 ： ロシア料理店 レストラン「バラライカ」入社
- 1970年 ： 大阪万博博覧会　アルゼンチン館 勤務
- 1971年 - 1973年 ： 渡仏
- 1974年 ： 大阪ロイヤルホテル入社
- 1981年 ： 神戸ポートピアホテル開業に伴い入社
- ミシュラン3ツ星「アラン・シャペル」の神戸店オープンのためフランス・ミヨネー本店アラン・シャペルに師事し、再度渡仏
- 1988年 ： フレンチレストラン「アラン・シャペル」副料理長就任
- 1991年 ： 「レヴァンテ」料理長就任
- 1995年 ： 「アラン・シャペル」料理長就任
- 2006年 ： 「エスコフィエ」称号受賞、「神戸マイスター」認定[1]
- 「アラン・シャペル」エグゼクティブシェフ エスコフィエ地区担当委員
- トックブランシュ国際クラブ関西支部理事
- 神戸フランス料理研究会 前会長
- 全日本司厨士協会関西地方兵庫県本部副会長
- 2011年 ： 「ラ ジュネス代官山」 総料理長（エグゼクティブシェフ）就任 現在に至る

## 受賞歴
- 1997年 9月11日 ： フランス国レ・トック・ブランシュ国際倶楽部　神戸地区理事
- 2001年 5月 6日 ： 2001食博覧会大阪　西洋料理　金賞
- 2002年 3月11日 ： 神戸市環境衛生表彰
- 2002年 6月19日 ： フランス国オーギュメント・エスコフィエの会　地区担当委員
- 2003年 5月13日 ： 全日本司厨士協会アカデミー銀賞
- 2004年 - ： 兵庫県認証食品実行委員
- 2005年 3月 9日 ： 社団法人日本ホテル協会30年表彰
- 2005年 5月18日 ： 全日本司厨士協会関西地方本部会長表彰
- 2005年10月 3日 ： 神戸市技能功労者表彰
- 2006年 ： 「エスコフィエ」称号受賞
- 2008年 ： 「神戸マイスター」認定
- 2014年11月30日：東紀州食サポーター就任

## 料理スタイル
- フレンチ料理界のレオナルド・ダ・ヴィンチと呼ばれたアラン・シャペルの継承者。
- 各地のさまざまな食材の生産者に感謝し、その旨みを最大限に活かした料理を常に挑み続けている。

## 役職
- 神戸フランス料理研究会 前会長
- 前 エスコフィエ地区 担当委員
- トックブランシュ国際クラブ関西支部 前理事
- 神戸マイスター
- フランスチーズ鑑評騎士
- 兵庫の匠
- ひょうご食品認証制度推進委員
- 内閣府認定 公益社団法人 全日本司厨士協会 関西地方 兵庫県本部 副会長

## テレビ出演
- 1998年12月25日 ： フジテレビ 『料理の鉄人』（小久江次郎 vs 森本正治）
- 2012年11月29日 ： 日本テレビ 『ぐるぐるナインティナイン』「グルメチキンレース・ゴチになります!」
- 2012年12月15日 ： 日本テレビ 『ヒルナンデス!』
- 2014年 8月11日 ： 日本テレビ 『ヒルナンデス!』
- 2016年 2月18日 ： 日本テレビ 『あのニュースで得する人損する人』
- 2016年05月14日 ： 毎日放送 『したくなるテレビ』